# Liste des formations géologiques de Phœbé
Voici une liste des formations géologiques de Phœbé, l'un des satellites naturels de Saturne.

## Cratères
Vingt-quatre cratères d'impact de Phœbé sont suffisamment grands pour avoir reçu un nom. Le plus imposant d'entre eux est l'énorme cratère Jason, qui mesure 101 kilomètres de diamètre, soit la moitié du diamètre moyen de Phœbé. Ces cratères tiennent leur nom du mythe grec de Jason et des Argonautes.
| Nom       | Latitude | Longitude | Diamètre (km) |
| Acastus   | 9,6N     | 148,5W    | 34            |
| Admetus   | 11,4N    | 39,1W     | 58            |
| Amphion   | 27,0S    | 1,8W      | 18            |
| Butes     | 49,6S    | 292,5W    | 29            |
| Calais    | 38,7S    | 225,4W    | 31            |
| Canthus   | 69,6S    | 342,2W    | 44            |
| Clytius   | 46,0N    | 193,1W    | 52            |
| Erginus   | 31,6N    | 337,1W    | 38            |
| Euphemus  | 31,3S    | 331,1W    | 23            |
| Eurydamas | 61,5S    | 281,6W    | 19            |
| Eurytion  | 30,4S    | 8,0W      | 14            |
| Eurytus   | 39,7S    | 177,2W    | 89            |
| Hylas     | 7,9N     | 354,5W    | 30            |
| Idmon     | 67,1S    | 197,8W    | 61            |
| Iphitus   | 27,2S    | 293,3W    | 22            |
| Jason     | 16,2N    | 317,7W    | 101           |
| Mopsus    | 6,6N     | 109,1W    | 37            |
| Nauplius  | 31,5N    | 241,5W    | 24            |
| Oileus    | 77,1S    | 96,9W     | 56            |
| Peleus    | 20,2N    | 92,2W     | 44            |
| Phlias    | 1,6N     | 359,1W    | 14            |
| Talaus    | 52,3S    | 325,2W    | 15            |
| Telamon   | 48,1S    | 92,6W     | 28            |
| Zetes     | 20,0S    | 223,0W    | 29            |

## Regio
Une regio seulement a reçu un nom : Leto regio, Léto étant le nom d'une des filles de la Titanide Phébé. En astrogéologie, une regio (région) est une zone relativement étendue présentant des caractéristiques uniformes (couleur, albédo, ...) et différentes des zones environnantes.